# Південна Австралія
Південна Австралія (англ. South Australia, скорочено SA) — штат у південно-центральній частині Австралії. Він охоплює деякі з найпосушливіших частин континенту. Загальна земельна площа 983 482 км², штат є четвертим за величиною зі штатів та територій Австралії.
Південна Австралія межує з усіма іншими штатами материка, а також з Північною територією; вона межує на заході з Західною Австралією, на півночі — з Північною територією, на північному сході — з Квінслендом, на сході — з Новим Південним Уельсом, на південному сході — з Вікторією і на півдні — з Великою Австралійською затокою та Індійським океаном.
З населенням більш ніж 1.6 мільйона людей у штаті проживає менше 8 % населення Австралії та займає п'яте місце за чисельністю населення серед шести штатів та територій. Більшість його населення проживає у столиці штату — Аделаїді. Усе інше населення проживає переважно в родючих районах уздовж південно-східного узбережжя та річки Мюррей.
Як і інші частини континенту, цей регіон здавна був зайнятий корінними аборигенними народами, які були організовані в численні племена з багатьма мовами. Перше британське поселення, яке було створено в Кінгскоті, на острові Кенгуру 26 липня 1836 року, було засноване за п'ять місяців до Аделаїди. Метою колонізації було встановлення провінції як центру цивілізації для вільних іммігрантів, обіцяючи громадянські свободи та релігійну терпимість. Хоча в його історії були економічні труднощі, Південна Австралія залишилася політично інноваційною та культурно яскравою. Тепер Південна Австралія відома своїм хорошим вином та численними культурними фестивалями. Економіка штату зосереджується на сільському господарстві, обробній та видобувній промисловості.

## Географія

### Клімат
У південній частині штату — середземноморський клімат, тоді як інша частина штату має або аридний, або напівпустельний клімат. Основний діапазон температур Південної Австралії коливається від 29 °C в січні до 15 °C в липні. Денні температури в частинах штату в січні та лютому можуть сягати 48 °C.
Найбільша температура в 50.7 °C була зареєстрована в місті Уднадатта 2 січня 1960 року, також вона є найвищою температурою, зареєстрованою в Австралії. Найнижча температура у −8.0 °C була зареєстрована в місті Йонгала 20 липня 1976 року.

## Населення

Оціночна чисельність постійного населення, з 1981 року

Більшість населення штату живе в Аделаїді та її агломерації, де проживало, за оцінками, 1 262 940 осіб в 2011 (77.1 % населення штату). Інші важливі населені пункти: Маунт-Гамбір (28 313), Вайалла (22 489), Маррі-Брідж (17 152), Порт-Лінкольн (15 682), Порт-Пірі (14 281), Порт-Огаста (14 196) і Віктор-Гарбор (13 671).

### Міста

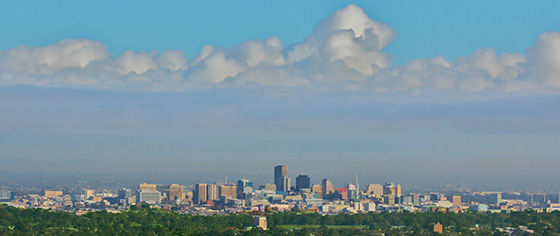
Аделаїда

Аделаїда — столиця штату, четверте за розмірами місто країни. Важливий промисловий центр, портове місто, крупний залізничний вузол. Місто було засноване на місці впадіння річки Торренс до затоки Сент-Вінсент у 1830-х роках для експорту та переробки сільськогосподарської продукції (пшениці, винограду, вовни). Забудова міста переважно одно- та двоповерхова, вулиці широкі й прямі, багато зелені. Ділова частина міста, «даунтаун», забудована залізобетонними бізнесцентрами. Промисловість міста представлена машинобудуванням, автомобілебудуванням, виготовленням побутової техніки, радіоприладів, електромоторів, рентгенівського обладнання. Місто залишається найстарішим науковим центром країни. Тут у 1870-х роках було відкрито перший університет, коледж вищої освіти, пізніше — художня школа та галерея, Південноавстралійський музей науки. 1966 року в місті було відкрито другий університет. У місті працюють численні бібліотеки, обсерваторія, відділення федеральної Організації з наукових і промислових досліджень.

## Символи штату
- Квітка: Swainsona formosa
- Тварина: Lasiorhinus latifrons
- Птах: Cracticus tibicen
- Риба: Phycodurus eques
- Мінерал або дорогоцінне каміння: опал
- Кольори: червоний, синій і золотий